# Грос-Морн
Ґрос-Морн — гора на острові Ньюфаундленд (Ньюфаундленд і Лабрадор, Канада. За назвою гори названо Національний парк Ґрос-Морн — найбільший національний парк острова. Гора Ґрос-Морн є однією з вершин гірського пасма Лонґ-Рендж, продовження Аппалачів.
Гора Ґрос-Морн, як і однойменний національний парк, розташована в західній частині острова, недалеко від містечка Рокі-Гарбор. Як зазначено в інтернет-версії Енциклопедії гір Канади, з висотою 807 м н.р.м., ця вершина є другим за висотою піком Ньюфаундленда після гори Кабокс. У підніжжі її північних схилів лежить озеро Тен-Майл-Понд.
Туристи влаштовують сходження на гору, для цього є означені і частково облаштовані маршрути. Стежка на вершину має довжину 16 км, сходження займає 6-7 годин.

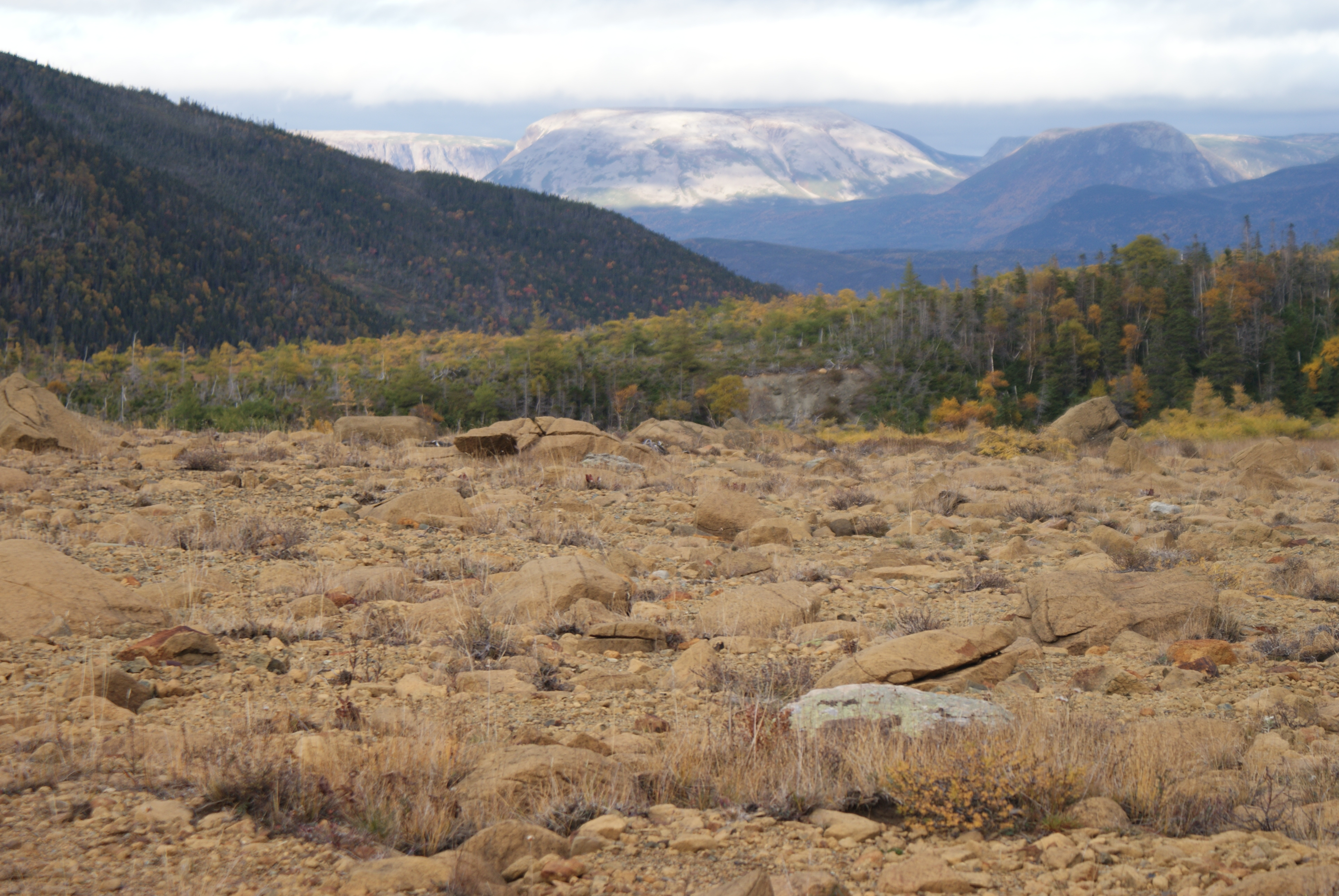
Краєвид Ґрос-Морну з верховин Тейбллендс

## Вебпосилання
- Маршрути мандрівок у НП Ґрос-Морн
- Туристична інформація про околиці гори Ґрос-Морн [Архівовано 24 червня 2021 у Wayback Machine.]